# Mammillaria magallanii
Mammillaria magallanii (укр. Мамілярія Магеллана, Мамілярія магеллані) — сукулентна рослина з роду мамілярія (Mammillaria) родини кактусових (Cactaceae).

## Етимологія

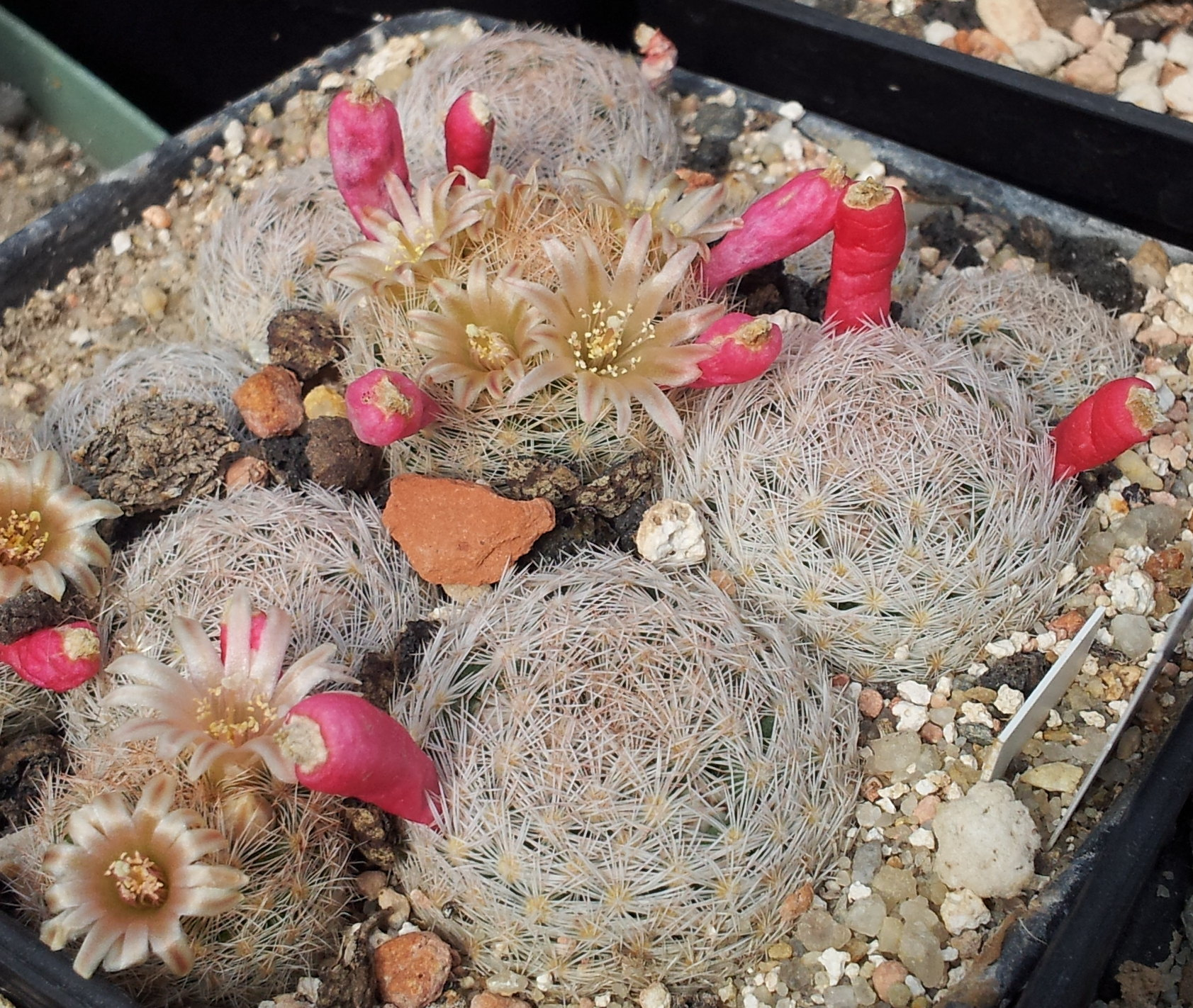
Mammillaria magallanii з квітами і ягодами

Видова назва дана на честь Педро Магеллана, ймовірно, збирача рослин для мексиканського дилера фірми «Ferdinant Schmoll».

## Ареал і екологія
Mammillaria magallanii є ендемічною рослиною Мексики. Ареал розташований у штатах Коауїла і Дуранго. Зростає на висоті 1 110 — 1 900 метрів над рівнем моря.

## Морфологічний опис
Рослини зазвичай поодинокі.
| Орган              | Опис |
| Коріння            | |
| Стебло             | кулясте до булавоподібного, до 6 см заввишки, в діаметрі 4,5 см.                                                   |
| Епідерміс          | зелений. |
| Маміли             | циліндричні, без молочного соку.                                                                                   |
| Ареоли             | |
| Аксили             | з невеликою кількістю пуху.                                                                                        |
| Центральні колючки | немає, іноді одна, прямі, вигнуті або з гачком, оранжево-коричневі з коричневими кінцями, до 3 мм завдовжки.       |
| Радіальні колючки  | 70-75, чергуються, вапняно-білі з оранжево-коричневою основою, завдовжки 2-5 мм.                                   |
| Квіти              | кремового відтінку з рожевими до коричневих центральними прожилками на пелюстках, до 10 мм завдовжки і в діаметрі. |
| Бутони             | |
| Зовнішні пелюстки  | |
| Внутрішні пелюстки | |
| Тичинки            | |
| Маточка            | |
| Плоди              | червоні, схожі на ягоди барбарису.                                                                                 |
| Насіння            | чорне. |

## Використання

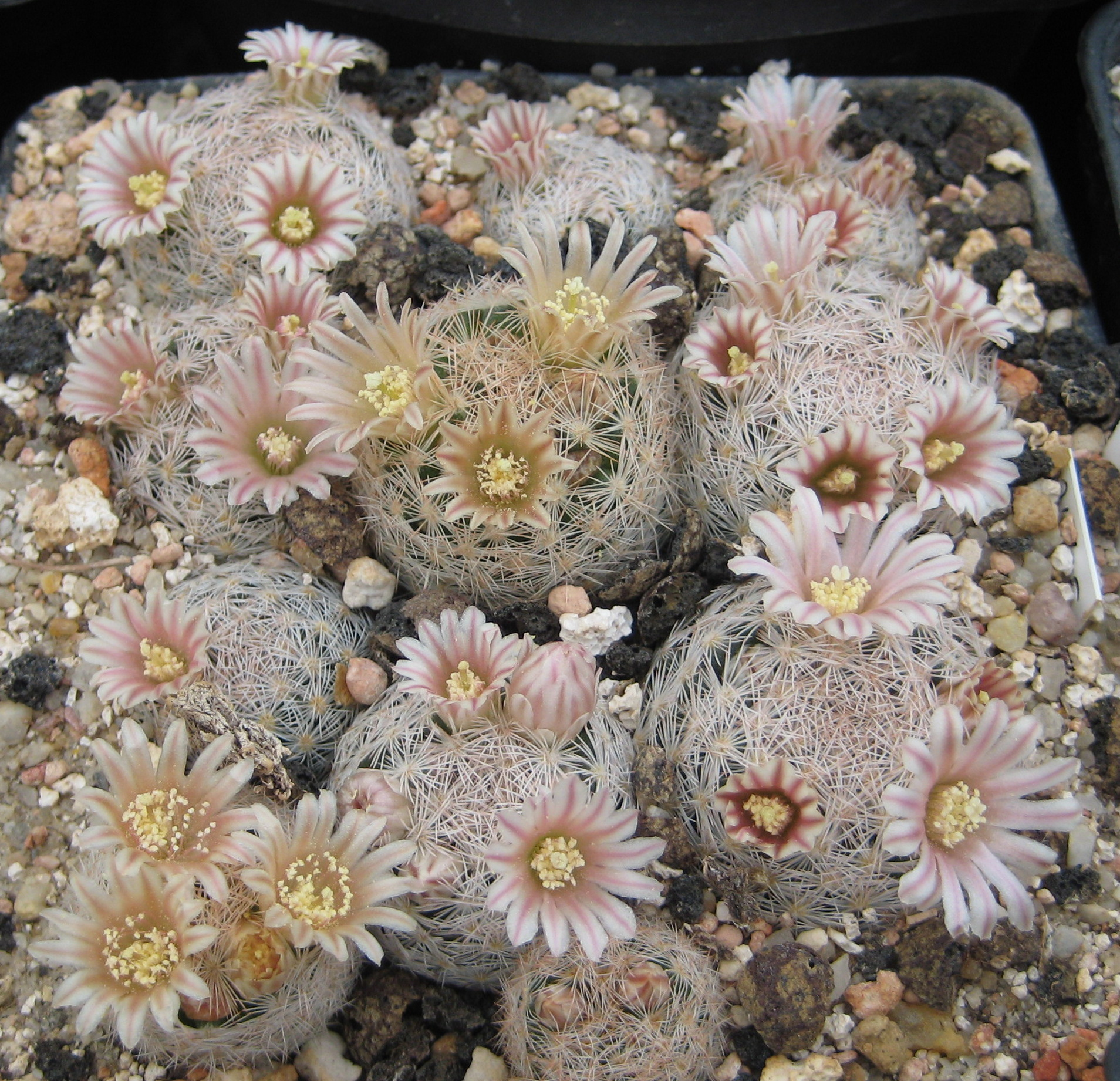
Квітучі рослини Mammillaria magallanii

Mammillaria magallanii вирощується як декоративна рослина.

## Систематика
Перший опис цього таксона зробили Роберт Крейг і Фердинанд Шмолль у 1945 році. Крейг вважав, що Mammillaria magallanii могла бути гібридом Mammillaria lasiacantha, беручи до уваги її схожість з цим видом загальним ареалом зростання і схожими центральними колючками з гачками на кінцях у деяких зразків. Девід Хант звів цей таксон до рангу підвиду Mammillaria lasiacantha (Mammillaria lasiacantha subsp. magallanii). Однак Джон Пілбім не погодився з цією класифікацією через абсолютно відмінний габітус даного виду (одиночний, колонноподібний) від Mammillaria lasiacantha. Едвард Андерсон у своїй монографії „The Cactus Family“ теж описав Mammillaria magallanii як окремий вид.
Пілбім вважає, що зовнішній вигляд і місце зростання Mammillaria lengdobleriana можуть вказувати на її спорідненість або навіть синонімію з Mammillaria magallanii.